# Ascensor Paternòster

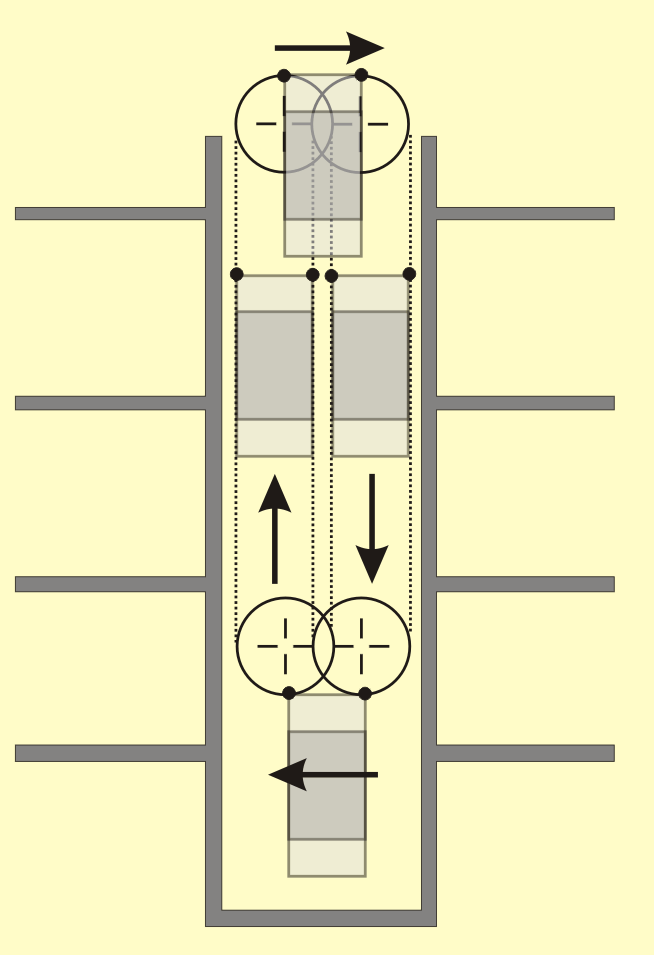

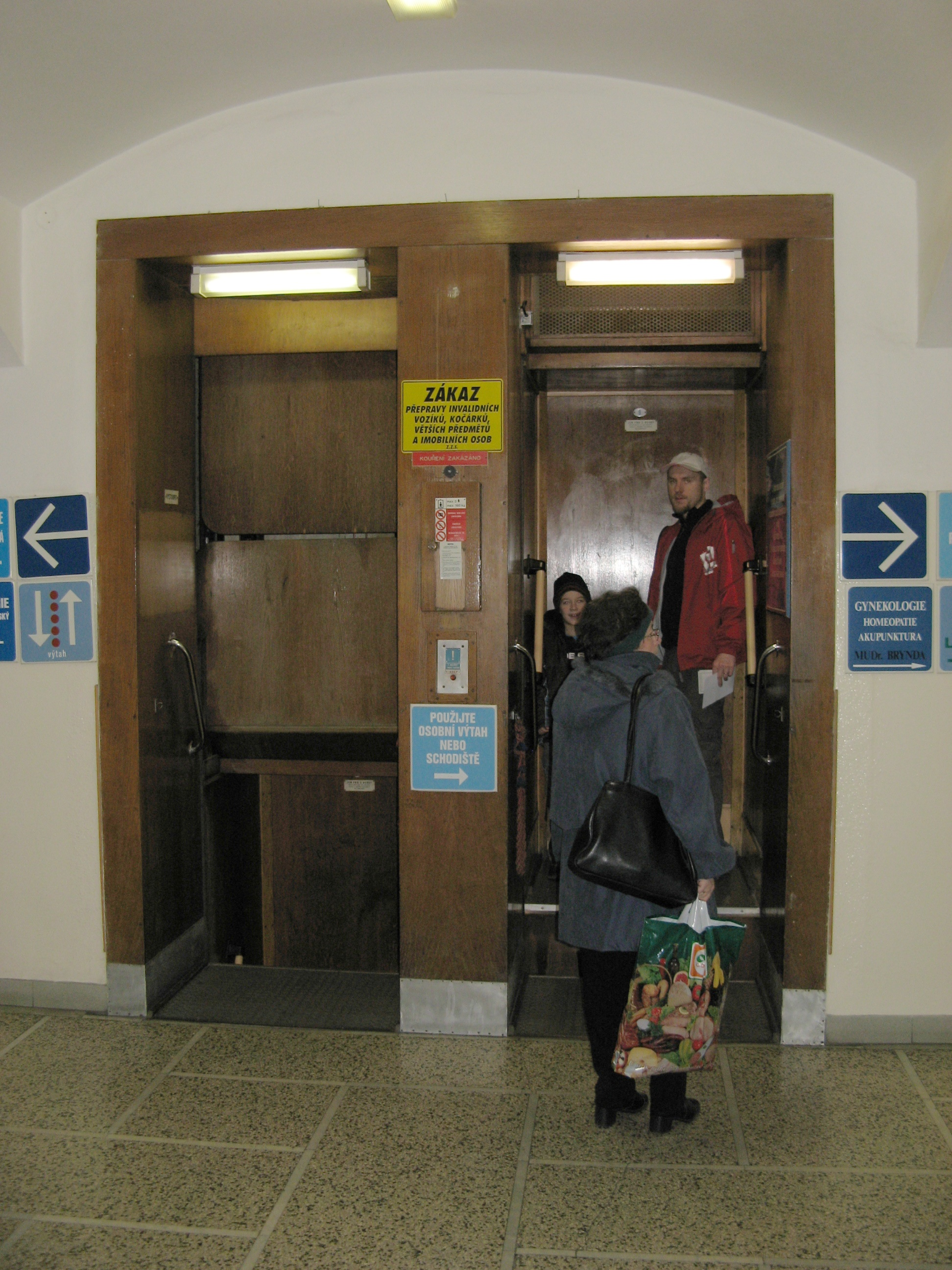
Un ascensor paternòster a Praga

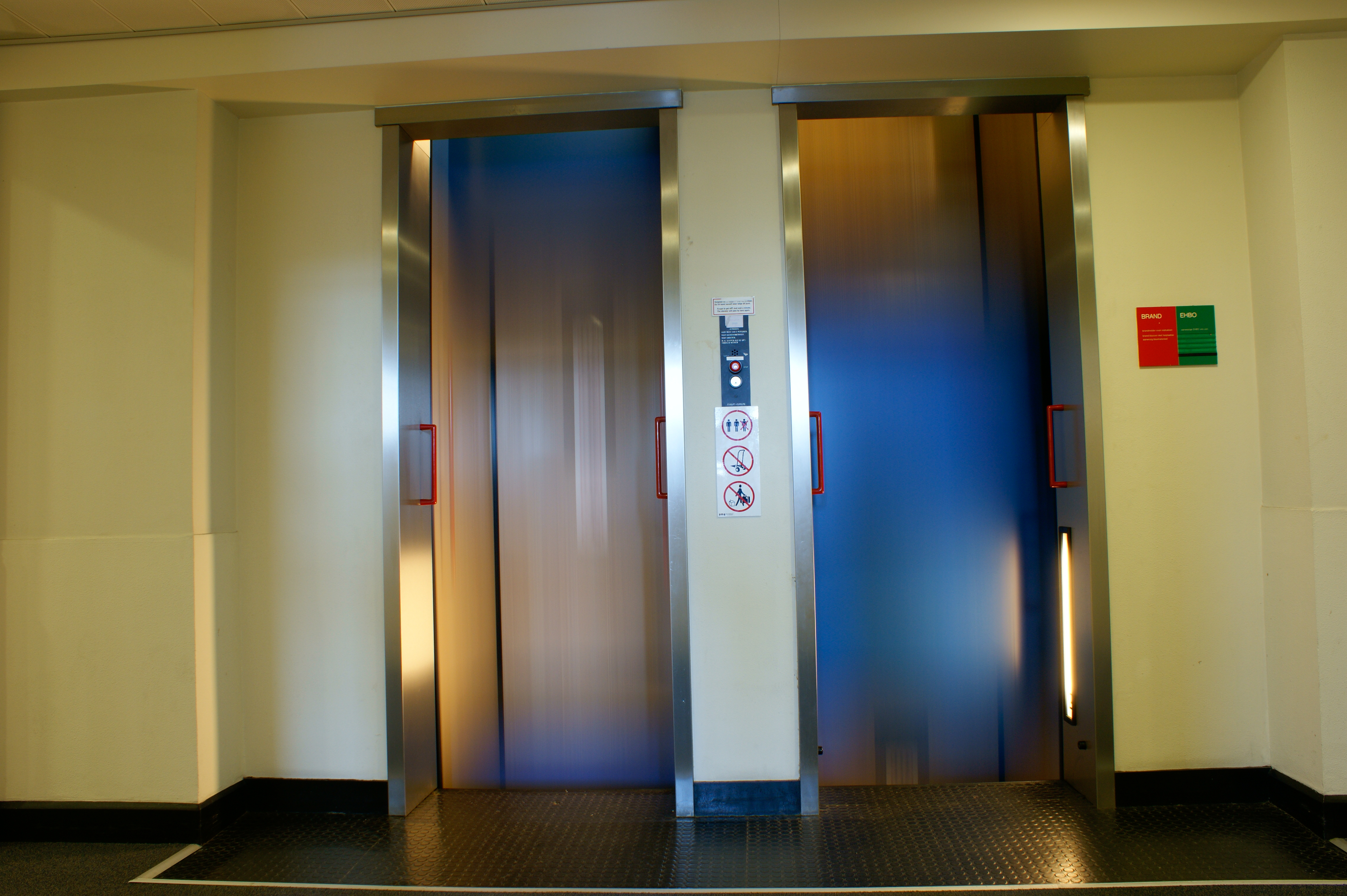
Ascensor paternòster en funcionament

Un paternòster (/ˈpeɪtərˈnɒstər/, /ˈpɑː-/, o /ˈpæ-/) o ascensor paternòster és un ascensor que consisteix en una cadena de compartiments oberts (normalment dissenyats per a dues persones) que es movien en bucle sense aturar-se. Els passatgers poden entrar i sortir del ascensor al pis que vulguin.
El nom paternòster ("Pare nostre", l'inici del parenostre en llatí) deriva de les semblançes entre el mecanisme del ascensor i les perles del rosari.
La construcció de paternòsters va parar la dècada de 1970, en favor d'ascensors més segurs. La majoria de paternòsters restants es troben a Europa, amb 230 exemplars a Alemanya i 68 a la República Txeca. Només tres han sigut identificats fora d'Europa: un a Malàsia, un altre a Sri Lanka i el tercer a Perú.

## Història
La construcció del primer paternòster s'atribueix a Peter Ellis, qui va instal·lar-ne a Liverpool l'any 1868. Un altre paternòster va ser utilitzat per transportar paquets a l'oficina general de correu de Londres, l'any 1876. L'any 1877 l'enginyer Peter Hart va patentar el primer disseny d'un paternòster, que es va instal·lar en un bloc d'oficines l'any 1884.
Els ascensors paternòster es van fer molt populars durant la primera meitat del segle XX perquè podien transportar més passatgers que un ascensor tradicional. Eren més populars a l'Europa continental que al Regne Unit. Són ascensors relativament lents, movent-se 30 cm per segon per facilitar l'entrada i sortida.

## Seguretat
Es considera que els ascensors paternòster són 30 vegades més perillosos que un ascensor convencional.
Els ascensors paternòster estaven dissenyats exclusivament per transportar persones. Hi ha hagut accidents quan aquests s'han emprat per transportar objectes voluminosos, com escales.
Un representant de les Technischer Überwachungs-Verein (Associacions d'Inspecció Tècnica) va declarar que, previ a l'any 2002, Alemanya tenia una mitja d'una mort per any, fet que va comportar que molts paternòster es fessin inaccessibles al públic.
La construcció de nous ascensors paternòster està prohibida en molts països degut al alt risc d'accidents. L'any 2012, un home de 81 anys va morir en caure al forat d'un paternòster a la ciutat holandesa de La Haia. Les persones més vulnerables són les persones discapacitades, els infants i els ancians.
El setembre de 1975, el paternòster de la torre Claremont de la Universitat de Newcastle es va retirar després d'un accident en què un dels compartiments va sortir de les guies i va xocar amb els següents a l'habitació superior. L'any 1988 va haver-hi un accident no mortal en el mateix ascensor. Es va reemplaçar per un ascensor convencional l'any 1989 -90.
En l'Alemanya Occidental es va prohibir la construcció de nous paternòster l'any 1974. L'any 1994 es va intentar eliminar tots els paternòsters encara actius, però una gran resistència per part del poble ho va impedir. Es va tornar a intentar l'any 2015. Actualment, Alemanya té 231 paternòsters.
L'any 2006, Hitachi va anunciar plans per a construir un paternòster modern, amb portes d'ascensor estàndard per evitar accidents. Es va revelar un prototip el febrer de 2013.